# Beilschmiedia costaricensis
Beilschmiedia costaricensis là loài thực vật có hoa trong họ Nguyệt quế. Loài này được (Mez & Pittier) C.K.Allen miêu tả khoa học đầu tiên năm 1945.